# Acropora pinguis
Acropora pinguis е вид корал от семейство Acroporidae. Възникнал е преди около 0,13 млн. години по времето на периода кватернер.

## Разпространение и местообитание
Видът е разпространен в Австралия, Британска индоокеанска територия, Индия, Индонезия, Кокосови острови, Коморски острови, Мавриций, Мадагаскар, Майот, Малайзия, Малдиви, Мианмар, Мозамбик, Остров Рождество, Папуа Нова Гвинея, Реюнион, Сейшели, Сингапур, Соломонови острови, Тайланд, Филипини и Шри Ланка.
Обитава океани, морета, заливи, лагуни и рифове в райони с тропически климат.

## Описание
Популацията на вида е намаляваща.